# جری اند پلیزنت ویو (کارولینای شمالی)
جری اند پلیزنت ویو (به انگلیسی: Jerry and Pleasant View) یک منطقهٔ مسکونی در ایالات متحده آمریکا است که در شهرستان تایرل، کارولینای شمالی واقع شده‌است. جری اند پلیزنت ویو ۰٫۹۱ متر بالاتر از سطح دریا واقع شده‌است.